# Jugoslawisches Luftfahrttechnisches Institut
Das Jugoslawische Luftfahrttechnische Institut (serbokroat. Vazduhoplovnotehnički institut / Ваздухопловнотехнички институт) mit Sitz in Žarkovo bei Belgrad wurde 1946 gegründet und war für die Forschung und Entwicklung von Flugzeugen in Jugoslawien zuständig, ähnlich dem sowjetischen ZAGI oder dem deutschen DLR. Das Institut wurde mit dem Zerfall Jugoslawiens 1992 aufgelöst und in das Militärtechnische Institut (Vojnotehnički institut – VTI) integriert.

## Geschichte
In Jugoslawien gab es vor dem Zweiten Weltkrieg fünf Flugzeughersteller: die privaten Firmen Rogožarski, Ikarus, Utva, Zmaj, allesamt bei Belgrad und Novi Sad, und die Staatliche Flugzeugfabrik in Kraljevo. Zumeist wurden Flugzeuge in Lizenz hergestellt, u. a. die Breguet 19, Potez 25, Dornier Do 17 oder Hawker Hurricane; es gab aber auch selbst entwickelte Modelle wie die Ikarus IK-2 oder Rogožarski IK-3.
Während des Zweiten Weltkrieges wurden die meisten dieser Fabriken zerstört, lediglich bei Zmaj nahe Zemun betrieb der so genannte Unabhängige Staat Kroatien eine bescheidene Produktion von zu diesem Zeitpunkt schon veralteten Flugzeugmodellen wie der Fizir FN.
Nach dem Zweiten Weltkrieg bemühte sich der jugoslawische Staat, die heimische Luftfahrtindustrie wieder aufzubauen. Anders als in der Monarchie wurden jedoch im neuen sozialistischen Staat die Reste der oben genannten Fabriken verstaatlicht und zur Staatlichen Flugzeugfabrik (Državna Fabrika Aviona) zusammengefasst. Für die zuvor von den privaten Unternehmen meistens selbst und auf eigene Rechnung betriebene Entwicklung von Flugzeugen wurde ein zentrales Forschungs- und Konstruktionsbüro gegründet, das Jugoslawische Luftfahrttechnische Institut mit Sitz in Žarkovo, in dem führende heimische Flugzeugkonstrukteure aus der Zeit vor dem Krieg wie Kosta Sivčev oder Sima Milutinović angestellt werden sollten. Das Luftfahrttechnische Institut war neben dem Heeresinstitut in Belgrad und dem Marineinstitut in Zagreb eines von drei militärischen Forschungsinstituten in Jugoslawien.

## Organisation
Das Institut hatte zehn Abteilungen, die für Technik, Informatik, Aerodynamik, Experimentelle Aerodynamik, Struktur von Flugzeugen, Experimentelle Struktur, Systematik, Antriebstechnik, Luftfahrt und Dokumentation zuständig waren. Es verfügte zuletzt über acht Windkanäle, darunter das T-38, in dem sich Objekte bei Strömungsgeschwindigkeiten von Mach-Zahlen bis 3 experimentell untersuchen ließen und das gemeinsam mit Firmen aus Kanada und den Vereinigten Staaten gebaut wurde.
Internationale Zusammenarbeit gab es mit Boeing, Douglas Aircraft Company, Airbus, Dassault Aviation, British Aerospace, Flygtekniska försöksanstalten und ONERA.
Zu den Projekten des Institutes, die realisiert wurden, zählen u. a.
- Ikarus S-49
- Soko Galeb
- Soko J-1 Jastreb
- Soko J-20 Kraguj
- Soko J-22 Orao
- Soko G-4 Super Galeb
- Utva Lasta

Projekte, die in der Entwicklungsphase abgebrochen wurden, waren u. a. das Transportflugzeug Pelikan, das aufgrund von fehlenden finanziellen Mitteln nicht in die Serienproduktion ging, und das Jagdflugzeug Novi Avion, welches mit dem Zerfall Jugoslawiens nicht realisiert werden konnte.

## Auflösung des Institutes
Das Jugoslawische Luftfahrttechnische Institut wurde 1992, als Jugoslawien in mehrere unabhängige Staaten zerfiel, aufgelöst. Im selben Jahr wurde es in das 1948 gegründete Militärtechnische Institut Belgrad (Vojnotehnički institut) integriert. Anders als das Jugoslawische Luftfahrttechnische Institut ist das Militärtechnische Institut für die allgemeine militärtechnische Forschung ausgelegt. Im Bereich der Luftfahrt wurden die Projekte des ehemaligen Jugoslawischen Luftfahrttechnischen Institutes nicht mehr weitergeführt. Dies insbesondere, da die wichtigsten luftfahrtproduzierenden Fabriken, Soko in Mostar (Flugzeugbau) sowie Rajlovac (Düsentriebwerke und Luftfahrtakademie) bei Sarajevo, in Auswirkung des Jugoslawienkrieges aufgelöst wurden.